# Tuhelj

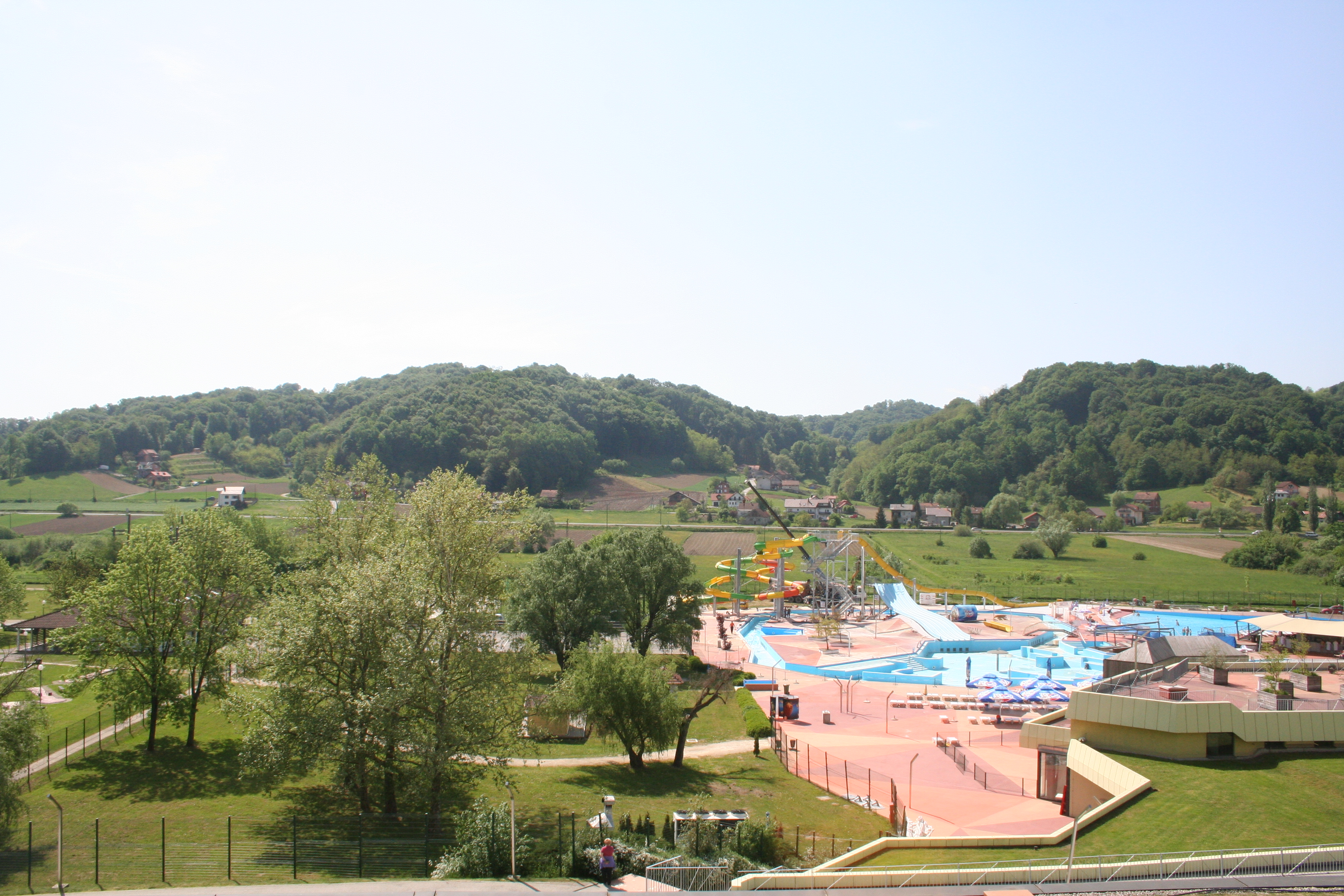
Termální lázně ve vesnici Tuheljske Toplice

Tuhelj je vesnice a správní středisko stejnojmenné opčiny v Chorvatsku v Krapinsko-zagorské župě. Nachází se asi 5 km severovýchodně od Klanjece a asi 21 km jihozápadně od Krapiny. V roce 2011 žilo v Tuhelji 205 obyvatel, v celé opčině pak 2 104 obyvatel.
Do teritoriální reorganizace v roce 2010 byl Tuhelj součástí opčiny města Klanjec.
Součástí opčiny je celkem jedenáct trvale obydlených vesnic. Ačkoliv je Tuhelj správním střediskem opčiny, nacházejí se zde čtyři větší vesnice, z nichž největší je Sveti Križ se 474 obyvateli.
- Banska Gorica – 29 obyvatel
- Črešnjevec – 224 obyvatel
- Glogovec Zagorski – 86 obyvatel
- Lenišće – 128 obyvatel
- Lipnica Zagorska – 76 obyvatel
- Pristava – 239 obyvatel
- Prosenik – 194 obyvatel
- Sveti Križ – 474 obyvatel
- Trsteno – 140 obyvatel
- Tuhelj – 205 obyvatel
- Tuheljske Toplice – 309 obyvatel

Opčinou procházejí státní silnice D205 a župní silnice Ž2153 a Ž2248. Protéká zde říčka Horvatska, která je pravostranným přítokem řeky Krapiny. Tuhelj je známý především díky svým termálním lázním ve vesnici Tuheljske Toplice.